# 全米映画俳優組合賞アンサンブル賞 (ドラマシリーズ)
全米映画俳優組合賞アンサンブル賞・ドラマシリーズ部門（ぜんべいえいがはいゆうくみあいしょうアンサンブルしょう・ドラマシリーズぶもん、Screen Actors Guild Award for Outstanding Performance by an Ensemble in a Drama Series）は、SAG-AFTRAが与える賞の一つである。

## 受賞とノミネート

### 1990年代
| 年                                          | シリーズ名 | 俳優 |
| ------------------------------------------- | --- | ---- |
| 1994 （第1回）                              | |      |
| 『NYPDブルー』                              | ゴードン・クラップ、デニス・フランツ、シャロン・ローレンス、ジェームズ・マクダニエル、ゲイル・オグレイディ、ジミー・スミッツ、ニコラス・ターチュロ |      |
| 『シカゴ・ホープ』                          | アダム・アーキン、ヘクター・エリゾンド、トーマス・ギブソン、ロクサーヌ・ハート、ピーター・マクニコル、E・G・マーシャル、マンディ・パティンキン |      |
| 『ER緊急救命室』                            | ジョージ・クルーニー、アンソニー・エドワーズ、エリク・ラ・サル、ジュリアナ・マルグリーズ、シェリー・ストリングフィールド、ノア・ワイリー |      |
| 『ロー&オーダー』                           | ジル・ヘネシー、スティーヴン・ヒル、S・エパサ・マーカーソン、クリス・ノース、ジェリー・オーバック、サム・ウォーターストン |      |
| 『ピケット・フェンス』                      | キャシー・ベイカー、ドン・チードル、ホリー・マリー・コームズ、ケリー・コネル、ロバート・コーンスウェイト、フィヴァッシュ・フィンケル、ローレン・ホリー、コスタス・マンディロア、ジャスティン・シェンカロー、トム・スケリット、リー・テイラー＝ヤング、レイ・ウォルストン、アダム・ワイリー |      |
| 1995 （第2回）                              | |      |
| 『ER緊急救命室』                            | ジョージ・クルーニー、アンソニー・エドワーズ、エリク・ラ・サル、ジュリアナ・マルグリーズ、グロリア・ルーベン、シェリー・ストリングフィールド、ノア・ワイリー |      |
| 『シカゴ・ホープ』                          | アダム・アーキン、ピーター・バーグ、ジェイン・ブルック、ヴォンディ・カーティス＝ホール、ヘクター・エリゾンド、トーマス・ギブソン、ロクサーヌ・ハート、クリスティーン・ラーティ、ピーター・マクニコル、マンディ・パティンキン、ジェイミー・シェリダン                                       |      |
| 『ロー&オーダー』                           | ベンジャミン・ブラット、ジル・ヘネシー、スティーヴン・ヒル、S・エパサ・マーカーソン、クリス・ノース、ジェリー・オーバック、サム・ウォーターストン |      |
| 『NYPDブルー』                              | ゴードン・クラップ、キム・デラニー、デニス・フランツ、シャロン・ローレンス、ジェームズ・マクダニエル、ジャスティン・ミセリ、ゲイル・オグレイディ、ジミー・スミッツ、ニコラス・ターチュロ                                                                                                   |      |
| 『ピケット・フェンス』                      | エイミー・アキノ、キャシー・ベイカー、ドン・チードル、ケリー・コネル、フィヴァッシュ・フィンケル、ローレン・ホリー、コスタス・マンディロア、マーリー・マトリン、ジャスティン・シェンカロー、トム・スケリット、レイ・ウォルストン、アダム・ワイリー                                         |      |
| 1996 （第3回）                              | |      |
| 『ER緊急救命室』                            | ジョージ・クルーニー、アンソニー・エドワーズ、ローラ・イネス、エリク・ラ・サル、ジュリアナ・マルグリーズ、グロリア・ルーベン、シェリー・ストリングフィールド、ノア・ワイリー |      |
| 『シカゴ・ホープ』                          | アダム・アーキン、ピーター・バーグ、ジェイン・ブルック、ロッキー・キャロル、ヴォンディ・カーティス＝ホール、ヘクター・エリゾンド、トーマス・ギブソン、マーク・ハーモン、クリスティーン・ラーティ、ジェイミー・シェリダン                                                                   |      |
| 『ロー&オーダー』                           | ベンジャミン・ブラット、スティーヴン・ヒル、キャリー・ローウェル、S・エパサ・マーカーソン、ジェリー・オーバック、サム・ウォーターストン |      |
| 『NYPDブルー』                              | ゴードン・クラップ、キム・デラニー、デニス・フランツ、シャロン・ローレンス、ジェームズ・マクダニエル、ジミー・スミッツ、ニコラス・ターチュロ |      |
| 『Xファイル』                               | ジリアン・アンダーソン、ウィリアム・B・デイヴィス、デイヴィッド・ドゥカヴニー、ミッチ・ピレッジ、スティーヴン・ウィリアムズ |      |
| 1997 （第4回）                              | |      |
| 『ER緊急救命室』                            | マリア・ベロ、ジョージ・クルーニー、アンソニー・エドワーズ、ローラ・イネス、アレックス・キングストン、エリク・ラ・サル、ジュリアナ・マルグリーズ、グロリア・ルーベン、ノア・ワイリー |      |
| 『シカゴ・ホープ』                          | アダム・アーキン、ピーター・バーグ、ジェイン・ブルック、ロッキー・キャロル、ヴォンディ・カーティス＝ホール、ステイシー・エドワーズ、ヘクター・エリゾンド、マーク・ハーモン、クリスティーン・ラーティ                                                                                       |      |
| 『ロー&オーダー』                           | ベンジャミン・ブラット、スティーヴン・ヒル、キャリー・ローウェル、S・エパサ・マーカーソン、ジェリー・オーバック、サム・ウォーターストン |      |
| 『NYPDブルー』                              | ゴードン・クラップ、キム・デラニー、デニス・フランツ、ジェームズ・マクダニエル、ジミー・スミッツ、アンドレア・トンプソン、ニコラス・ターチュロ |      |
| 『Xファイル』                               | ジリアン・アンダーソン、ウィリアム・B・デイヴィス、デイヴィッド・ドゥカヴニー、ミッチ・ピレッジ |      |
| 1998 （第5回）                              | |      |
| 『ER緊急救命室』                            | ジョージ・クルーニー、アンソニー・エドワーズ、ローラ・イネス、アレックス・キングストン、エリク・ラ・サル、ジュリアナ・マルグリーズ、ケリー・マーティン、グロリア・ルーベン、ノア・ワイリー                                                                                                 |      |
| 『ロー&オーダー』                           | ベンジャミン・ブラット、アンジー・ハーモン、スティーヴン・ヒル、キャリー・ローウェル、S・エパサ・マーカーソン、ジェリー・オーバック、サム・ウォーターストン |      |
| 『NYPDブルー』                              | ゴードン・クラップ、キム・デラニー、デニス・フランツ、シャロン・ローレンス、ジェームズ・マクダニエル、ジミー・スミッツ、アンドレア・トンプソン、ニコラス・ターチュロ |      |
| 『ザ・プラクティス ボストン弁護士ファイル』 | マイケル・バダルコ、ララ・フリン・ボイル、リサ・ゲイ・ハミルトン、スティーヴ・ハリス、カムリン・マンハイム、ディラン・マクダーモット、マーラ・ソコロフ、ケリー・ウィリアムズ |      |
| 『Xファイル』                               | ジリアン・アンダーソン、ウィリアム・B・デイヴィス、デイヴィッド・ドゥカヴニー、クリス・オーウェンズ、ジェームズ・ピッケンズ・Jr、ミッチ・ピレッジ |      |
| 1999 （第6回）                              | |      |
| 『ザ・ソプラノズ 哀愁のマフィア』           | ロレイン・ブラッコ、ドミニク・キアネーゼ、イーディ・ファルコ、ジェームズ・ガンドルフィーニ、ロバート・アイラー、マイケル・インペリオリ、ナンシー・マーチャンド、ヴィンセント・パストーレ、ジェイミー＝リン・シグラー、トニー・シリコ、スティーヴン・ヴァン・ザント                         |      |
| 『ER緊急救命室』                            | アンソニー・エドワーズ、ローラ・イネス、アレックス・キングストン、エリク・ラ・サル、ジュリアナ・マルグリーズ、ケリー・マーティン、ポール・マクレーン、マイケル・ミシェル、エリク・パラディーノ、グロリア・ルーベン、ゴラン・ヴィシュニック、ノア・ワイリー                                 |      |
| 『ロー&オーダー』                           | アンジー・ハーモン、スティーヴン・ヒル、ジェシー・L・マーティン、S・エパサ・マーカーソン、ジェリー・オーバック、サム・ウォーターストン |      |
| 『NYPDブルー』                              | ビル・ブロークトラップ、ゴードン・クラップ、キム・デラニー、デニス・フランツ、ジェームズ・マクダニエル、リック・シュローダー、アンドレア・トンプソン、ニコラス・ターチュロ |      |
| 『ザ・プラクティス ボストン弁護士ファイル』 | マイケル・バダルコ、ララ・フリン・ボイル、リサ・ゲイ・ハミルトン、スティーヴ・ハリス、カムリン・マンハイム、ディラン・マクダーモット、マーラ・ソコロフ、ケリー・ウィリアムズ |      |

### 2000年代
| 年                                          | シリーズ名 | 俳優 |
| ------------------------------------------- | --- | ---- |
| 2000 （第7回）                              | |      |
| 『ザ・ホワイトハウス』                      | デュレ・ヒル、アリソン・ジャニー、モイラ・ケリー、ロブ・ロウ、ジャネル・モロニー、リチャード・シフ、マーティン・シーン、ジョン・スペンサー、ブラッドリー・ウィットフォード |      |
| 『ER緊急救命室』                            | アンソニー・エドワーズ、ローラ・イネス、アレックス・キングストン、エリク・ラ・サル、ポール・マクレーン、マイケル・ミシェル、ミン・ナ、エリク・パラディーノ、モーラ・ティアニー、ゴラン・ヴィシュニック、ノア・ワイリー |      |
| 『ロー&オーダー』                           | アンジー・ハーモン、ジェシー・L・マーティン、S・エパサ・マーカーソン、ジェリー・オーバック、サム・ウォーターストン、ダイアン・ウィースト |      |
| 『ザ・プラクティス ボストン弁護士ファイル』 | マイケル・バダルコ、ララ・フリン・ボイル、リサ・ゲイ・ハミルトン、スティーヴ・ハリス、カムリン・マンハイム、ディラン・マクダーモット、マーラ・ソコロフ、ケリー・ウィリアムズ |      |
| 『ザ・ソプラノズ 哀愁のマフィア』           | ロレイン・ブラッコ、ドミニク・キアネーゼ、ドレア・ド・マッテオ、イーディ・ファルコ、ジェームズ・ガンドルフィーニ、ロバート・アイラー、マイケル・インペリオリ、ナンシー・マーチャンド、ヴィンセント・パストーレ、デヴィッド・プローヴァル、ジェイミー＝リン・シグラー、トニー・シリコ、アイダ・タートゥーロ、スティーヴン・ヴァン・ザント |      |
| 2001 （第8回）                              | |      |
| 『ザ・ホワイトハウス』                      | デュレ・ヒル、アリソン・ジャニー、ロブ・ロウ、ジャネル・モロニー、リチャード・シフ、マーティン・シーン、ジョン・スペンサー、ブラッドリー・ウィットフォード |      |
| 『CSI:科学捜査班』                          | ゲイリー・ドゥーダン、ジョージ・イーズ、ジョージャ・フォックス、ポール・ギルフォイル、ロバート・デヴィッド・ホール、マーグ・ヘルゲンバーガー、ウィリアム・ピーターセン、エリック・スマンダ |      |
| 『ロー&オーダー』                           | ジェシー・L・マーティン、S・エパサ・マーカーソン、ジェリー・オーバック、エリザベス・ローム、サム・ウォーターストン、ダイアン・ウィースト |      |
| 『シックス・フィート・アンダー』            | ローレン・アンブローズ、フランセス・コンロイ、レイチェル・グリフィス、マイケル・C・ホール、リチャード・ジェンキンス、ピーター・クラウス、フレディ・ロドリゲス、ジェレミー・シスト、マシュー・セント・パトリック |      |
| 『ザ・ソプラノズ 哀愁のマフィア』           | ロレイン・ブラッコ、フェデリコ・カステルッチオ、ドミニク・キアネーゼ、ドレア・ド・マッテオ、イーディ・ファルコ、ジェームズ・ガンドルフィーニ、ロバート・アイラー、マイケル・インペリオリ、ジョー・パントリアーノ、スティーヴン・シリッパ、ジェイミー＝リン・シグラー、トニー・シリコ、アイダ・タートゥーロ、スティーヴン・ヴァン・ザント、ジョン・ヴェンティミリア |      |
| 2002 （第9回）                              | |      |
| 『シックス・フィート・アンダー』            | ローレン・アンブローズ、フランセス・コンロイ、レイチェル・グリフィス、マイケル・C・ホール、ピーター・クラウス、フレディ・ロドリゲス、マシュー・セント・パトリック |      |
| 『CSI:科学捜査班』                          | ゲイリー・ドゥーダン、ジョージ・イーズ、ジョージャ・フォックス、ポール・ギルフォイル、ロバート・デヴィッド・ホール、マーグ・ヘルゲンバーガー、ウィリアム・ピーターセン、エリック・スマンダ |      |
| 『ザ・ソプラノズ 哀愁のマフィア』           | ロレイン・ブラッコ、フェデリコ・カステルッチオ、ドミニク・キアネーゼ、ヴィンセント・カラトーラ ドレア・ド・マッテオ、イーディ・ファルコ、ジェームズ・ガンドルフィーニ、ロバート・アイラー、マイケル・インペリオリ、ジョー・パントリアーノ、スティーヴン・シリッパ、ジェイミー＝リン・シグラー、トニー・シリコ、アイダ・タートゥーロ、スティーヴン・ヴァン・ザント、ジョン・ヴェンティミリア                                                                                         |      |
| 『24 -TWENTY FOUR-』                        | レイコ・エイルスワース、ザンダー・バークレー、カルロス・バーナード、ジュード・チコレッラ、サラ・クラーク、エリシャ・カスバート、ミシェル・フォーブス、ローラ・ハリス、デニス・ヘイスバート、ペニー・ジョンソン、フィリップ・ライズ、キーファー・サザーランド、サラ・ウィンター |      |
| 『ザ・ホワイトハウス』                      | ストッカード・チャニング、デュレ・ヒル、アリソン・ジャニー、ロブ・ロウ、ジョシュア・マリーナ、ジャネル・モロニー、メアリー＝ルイーズ・パーカー、リチャード・シフ、マーティン・シーン、ジョン・スペンサー、リリー・トムリン、ブラッドリー・ウィットフォード |      |
| 2003 （第10回）                             | |      |
| 『シックス・フィート・アンダー』            | ローレン・アンブローズ、フランセス・コンロイ、ベン・フォスター、レイチェル・グリフィス、マイケル・C・ホール、ピーター・クラウス、ピーター・マクディッシ、ジャスティナ・マシャド、フレディ・ロドリゲス、マシュー・セント・パトリック、リリ・テイラー、レイン・ウィルソン |      |
| 『CSI:科学捜査班』                          | ゲイリー・ドゥーダン、ジョージ・イーズ、ジョージャ・フォックス、ポール・ギルフォイル、ロバート・デヴィッド・ホール、マーグ・ヘルゲンバーガー、ウィリアム・ピーターセン、エリック・スマンダ |      |
| 『ロー&オーダー』                           | ジェシー・L・マーティン、S・エパサ・マーカーソン、ジェリー・オーバック、エリザベス・ローム、フレッド・トンプソン、サム・ウォーターストン |      |
| 『ザ・ホワイトハウス』                      | ストッカード・チャニング、デュレ・ヒル、アリソン・ジャニー、ジョシュア・マリーナ、ジャネル・モロニー、リチャード・シフ、マーティン・シーン、ジョン・スペンサー、ブラッドリー・ウィットフォード |      |
| 『WITHOUT A TRACE/FBI 失踪者を追え!』       | エリック・クローズ、マリアンヌ・ジャン＝バプティスト、アンソニー・ラパーリア、ポピー・モンゴメリー、エンリケ・ムルシアーノ |      |
| 2004 （第11回）                             | |      |
| 『CSI:科学捜査班』                          | ゲイリー・ドゥーダン、ジョージ・イーズ、ジョージャ・フォックス、ポール・ギルフォイル、ロバート・デヴィッド・ホール、マーグ・ヘルゲンバーガー、ウィリアム・ピーターセン、エリック・スマンダ |      |
| 『シックス・フィート・アンダー』            | ローレン・アンブローズ、フランセス・コンロイ、ジェームズ・クロムウェル、イダリス・デレオン、ピーター・ファシネリ、ベン・フォスター、スプレイグ・グレイデン、レイチェル・グリフィス、マイケル・C・ホール、ピーター・クラウス、ジャスティナ・マシャド、フレディ・ロドリゲス、マシュー・セント・パトリック、ミーナ・スヴァーリ、ジャスティン・セロー |      |
| 『ザ・ソプラノズ 哀愁のマフィア』           | ロレイン・ブラッコ、スティーヴ・ブシェミ、ドミニク・キアネーゼ、ヴィンセント・カラトーラ、ドレア・ド・マッテオ、ジェイミー＝リン・シグラー、イーディ・ファルコ、ジェームズ・ガンドルフィーニ、ロバート・アイラー、マイケル・インペリオリ、スティーヴン・シリッパ、トニー・シリコ、アイダ・タートゥーロ、スティーヴン・ヴァン・ザント、ジョン・ヴェンティミリア |      |
| 『24 -TWENTY FOUR-』                        | レイコ・エイルスワース、カルロス・バーナード、エリシャ・カスバート、ジェームズ・バッジ・デール、ホアキン・デ・アルメイダ、デニス・ヘイスバート、メアリー・リン・ライスカブ、ポール・シュルツ、キーファー・サザーランド |      |
| 『ザ・ホワイトハウス』                      | ストッカード・チャニング、クリスティン・チェノウェス、デュレ・ヒル、アリソン・ジャニー、ジョシュア・マリーナ、メアリー・マコーマック、ジャネル・モロニー、リチャード・シフ、マーティン・シーン、ジョン・スペンサー、リリー・トムリン、ブラッドリー・ウィットフォード |      |
| 2005 （第12回）                             | |      |
| 『LOST』                                    | アドウェール・アキノエ＝アグバエ、ナヴィーン・アンドリュース、エミリー・デ・レイヴィン、マシュー・フォックス、ホルヘ・ガルシア、マギー・グレイス、ジョシュ・ホロウェイ、マルコム・デヴィッド・ケリー、ダニエル・デイ・キム、キム・ユンジン、エヴァンジェリン・リリー、ドミニク・モナハン、テリー・オクィン、ハロルド・ペリノー・ジュニア、ミシェル・ロドリゲス、イアン・サマーホルダー、シンシア・ワトロス                                                                          |      |
| 『クローザー』                              | G・W・ベイリー、アンソニー・ジョン・デニソン、ロバート・ゴセット、コリー・レイノルズ、キーラ・セジウィック、J・K・シモンズ、ジョン・テニー |      |
| 『グレイズ・アナトミー 恋の解剖学』         | ジャスティン・チェンバース、パトリック・デンプシー、キャサリン・ハイグル、T・R・ナイト、サンドラ・オー、ジェームズ・ピッケンズ・Jr、エレン・ポンピオ、ケイト・ウォルシュ、イザイア・ワシントン、チャンドラ・ウィルソン |      |
| 『シックス・フィート・アンダー』            | ローレン・アンブローズ、ジョアンナ・キャシディ、フランセス・コンロイ、ジェームズ・クロムウェル、レイチェル・グリフィス、マイケル・C・ホール、ティナ・ホームズ、ピーター・クラウス、ジャスティナ・マシャド、フレディ・ロドリゲス、ジェレミー・シスト、マシュー・セント・パトリック |      |
| 『ザ・ホワイトハウス』                      | アラン・アルダ、クリスティン・チェノウェス、ジャニーン・ガラファロー、デュレ・ヒル、アリソン・ジャニー、ジョシュア・マリーナ、メアリー・マコーマック、ジャネル・モロニー、テリー・ポロ、リチャード・シフ、マーティン・シーン、ジミー・スミッツ、ジョン・スペンサー、ブラッドリー・ウィットフォード |      |
| 2006 （第13回）                             | |      |
| 『グレイズ・アナトミー 恋の解剖学』         | ジャスティン・チェンバース、エリック・デイン、パトリック・デンプシー、キャサリン・ハイグル、T・R・ナイト、サンドラ・オー、ジェームズ・ピケンズ・Jr、エレン・ポンピオ、サラ・ラミレス、ケイト・ウォルシュ、イザイア・ワシントン、チャンドラ・ウィルソン |      |
| 『ボストン・リーガル』                      | ルネ・オーベルジョノワ、キャンディス・バーゲン、クレイグ・ビアーコ、ジュリー・ボーウェン、ウィリアム・シャトナー、ジェームズ・スペイダー、マーク・バレー |      |
| 『デッドウッド 〜銃とSEXとワイルドタウン』  | ジム・ビーヴァー、パワーズ・ブース、ショーン・ブリジャース、W・アール・ブラウン、デイトン・キャリー、ブライアン・コックス、キム・ディケンズ、ブラッド・ドゥーリフ、アンナ・ガン、ジョン・ホークス、ジェフリー・ジョーンズ、ポーラ・マルコムソン、ジェラルド・マクレイニー、イアン・マクシェーン、ティモシー・オリファント、モリー・パーカー、レオン・リッピー、ウィリアム・サンダーソン、ブレント・セクストン、ブリー・シーナ・ウォール、ロビン・ワイガート、タイタス・ウェリヴァー |      |
| 『ザ・ソプラノズ 哀愁のマフィア』           | シャロン・アンジェラ、ロレイン・ブラッコ、マックス・カセラ、ドミニク・キアネーゼ、イーディ・ファルコ、ジェームズ・ガンドルフィーニ、ジョセフ・R・ガナスコーリ、ダン・グリマルディ、ロバート・アイラー、マイケル・インペリオリ、スティーヴ・R・シリッパ、ジェイミー＝リン・シグラー、トニー・シリコ、アイダ・タートゥーロ、モーリーン・ヴァン・ザント、スティーヴ・ヴァン・ザント、フランク・ヴィンセント                                                                            |      |
| 『24 -TWENTY FOUR-』                        | ジェイン・アトキンソン、ジュード・チコレッラ、ロジャー・クロス、グレゴリー・イッツェン、ルイス・ロンバルディ、ジェームズ・モリソン、グレン・モーシャワー、メアリー・リン・ライスカブ、キム・レイヴァー、ジーン・スマート、キーファー・サザーランド |      |
| 2007 （第14回）                             | |      |
| 『ザ・ソプラノズ 哀愁のマフィア』           | グレゴリー・アントナッチ、ロレイン・ブラッコ、イーディ・ファルコ、ジェームズ・ガンドルフィーニ、ダン・グリマルディ、ロバート・アイラー、マイケル・インペリオリ、アーサー・J・ナスカレッラ、スティーヴン・シリッパ、マット・セルヴィット、ジェイミー＝リン・シグラー、トニー・シリコ、アイダ・タートゥーロ、スティーヴン・ヴァン・ザント、フランク・ヴィンセント |      |
| 『ボストン・リーガル』                      | ルネ・オーベルジョノワ、キャンディス・バーゲン、ジュリー・ボーウェン、サフロン・バロウズ、クリスチャン・クレメンソン、タラジ・P・ヘンソン、ジョン・ラロケット、ウィリアム・シャトナー、ジェームズ・スペイダー、タラ・サマーズ、マーク・バレー、ゲイリー・アンソニー・ウィリアムズ、コンスタンス・ジマー |      |
| 『クローザー』                              | G・W・ベイリー、マイケル・ポール・チャン、レイモンド・クルス、アンソニー・ジョン・デニソン、ロバート・ゴセット、フィリップ・P・キーン、ジーナ・ラヴェラ、コリー・レイノルズ、キーラ・セジウィック、J・K・シモンズ、ジョン・テニー |      |
| 『グレイズ・アナトミー 恋の解剖学』         | ジャスティン・チェンバース、エリック・デイン、パトリック・デンプシー、キャサリン・ハイグル、T・R・ナイト、カイラー・リー、サンドラ・オー、ジェームズ・ピケンズ・Jr、エレン・ポンピオ、サラ・ラミレス、エリザベス・リーサー、ブルック・スミス、ケイト・ウォルシュ、イザイア・ワシントン、チャンドラ・ウィルソン |      |
| 『マッドメン』                              | ブライアン・バット、アン・デュデック、マイケル・グラディス、ジョン・ハム、クリスティーナ・ヘンドリックス、ジャニュアリー・ジョーンズ、ヴィンセント・カーシーザー、ロバート・モース、エリザベス・モス、マギー・シフ、ジョン・スラッテリー、リッチ・ソマー、アーロン・ステイトン |      |
| 2008 （第15回）                             | |      |
| 『マッドメン』                              | ブライアン・バット、アリソン・ブリー、マイケル・グラディス、ジョン・ハム、アーロン・ハート、クリスティーナ・ヘンドリックス、ジャニュアリー・ジョーンズ、ヴィンセント・カーシーザー、マーク・モーゼス、エリザベス・モス、キーナン・シプカ、ジョン・スラッテリー、リッチ・ソマー、アーロン・ステイトン |      |
| 『ボストン・リーガル』                      | キャンディス・バーゲン、サフロン・バロウズ、クリスチャン・クレメンソン、タラジ・P・ヘンソン、ジョン・ラロケット、ウィリアム・シャトナー、ジェームズ・スペイダー、タラ・サマーズ、ゲイリー・アンソニー・ウィリアムズ |      |
| 『クローザー』                              | G・W・ベイリー、マイケル・ポール・チャン、レイモンド・クルス、アンソニー・ジョン・デニソン、ロバート・ゴセット、フィリップ・P・キーン、ジーナ・ラヴェラ、コリー・レイノルズ、キーラ・セジウィック、J・K・シモンズ、ジョン・テニー |      |
| 『デクスター 警察官は殺人鬼』               | プレストン・ベイリー、ジュリー・ベンツ、ジェニファー・カーペンター、ヴァレリー・クルス、クリスティン・ダッティーロ、マイケル・C・ホール、デズモンド・ハリントン、C・S・リー、ジェイソン・マヌエル・オラザバル、デヴィッド・ラムゼイ、ジェームズ・レマー、クリスティーナ・ロビンソン、ジミー・スミッツ、ローレン・ヴェレス、デイヴィッド・ザヤス |      |
| 『Dr.HOUSE』                                | リサ・エデルシュタイン、オマー・エップス、ピーター・ジェイコブソン、ヒュー・ローリー、ロバート・ショーン・レナード、ジェニファー・モリソン、カル・ペン、ジェシー・スペンサー、オリヴィア・ワイルド |      |
| 2009 （第16回）                             | |      |
| 『マッドメン』                              | アレクサ・アレマーニ、ブライアン・バット、ジャレッド・S・ギルモア、マイケル・グラディス、ジョン・ハム、ジャレッド・ハリス、クリスティーナ・ヘンドリックス、ジャニュアリー・ジョーンズ、ヴィンセント・カーシーザー、ロバート・モース、エリザベス・モス、キーナン・シプカ、ジョン・スラッテリー、リッチ・ソマー、クリストファー・スタンリー、アーロン・ステイトン |      |
| 『クローザー』                              | G・W・ベイリー、マイケル・ポール・チャン、レイモンド・クルス、アンソニー・ジョン・デニソン、ロバート・ゴセット、フィリップ・P・キーン、コリー・レイノルズ、キーラ・セジウィック、J・K・シモンズ、ジョン・テニー |      |
| 『デクスター 警察官は殺人鬼』               | プレストン・ベイリー、ジュリー・ベンツ、ジェニファー・カーペンター、ブランド・イートン、コートニー・フォード、マイケル・C・ホール、デズモンド・ハリントン、C・S・リー、ジョン・リスゴー、リック・ピータース、ジェームズ・レマー、クリスティーナ・ロビンソン、ローレン・ヴェレス、デイヴィッド・ザヤス |      |
| 『グッド・ワイフ』                          | クリスティーン・バランスキー、ジョシュ・チャールズ、マット・ズークリー、ジュリアナ・マルグリーズ、アーチー・パンジャビ、グレアム・フィリップス、マッケンジー・ヴェガ |      |
| 『トゥルーブラッド』                        | クリス・バウアー、メカッド・ブルックス、アンナ・キャンプ、ネルサン・エリス、ミシェル・フォーブス、マリアナ・クラヴェーノ、ライアン・クワンテン、トッド・ロウ、マイケル・マクミリアン、スティーヴン・モイヤー、アンナ・パキン、ジム・パラック、キャリー・プレストン、ウィリアム・サンダーソン、アレクサンダー・スカルスガルド、サム・トラメル、ルティナ・ウェスリー、デボラ・アン・ウォール                                                                                          |      |

### 2010年代
| 年                                               | シリーズ名 | 俳優 |
| ------------------------------------------------ | --- | --- |
| 2010 （第17回）                                  | | |
| 『ボードウォーク・エンパイア 欲望の街』          | スティーヴ・ブシェミ、ダブニー・コールマン、スティーヴン・グレアム、パス・デ・ラ・ウエルタ、アンソニー・ラチューラ、ケリー・マクドナルド、グレッチェン・モル、アレクサ・パラディノ、ヴィンセント・ピアッツァ、マイケル・ピット、マイケル・シャノン、ポール・スパークス、マイケル・スタールバーグ、シア・ウィグハム、マイケル・K・ウィリアムズ | |
| 『クローザー』                                   | G・W・ベイリー、マイケル・ポール・チャン、レイモンド・クルス、ロバート・ゴセット、アンソニー・ジョン・デニソン、コリー・レイノルズ、キーラ・セジウィック、J・K・シモンズ、ジョン・テニー | |
| 『デクスター 警察官は殺人鬼』                    | ジュリー・ベンツ、ジェニファー・カーペンター、マイケル・C・ホール、C・S・リー、ジェームズ・レマー、ローレン・ヴェレス、デイヴィッド・ザヤス | |
| 『グッド・ワイフ』                               | クリスティーン・バランスキー、ジョシュ・チャールズ、アラン・カミング、マット・ズークリー、ジュリアナ・マルグリーズ、クリス・ノース、アーチー・パンジャビ、グレアム・フィリップス | |
| 『マッドメン』                                   | ジョン・ハム、ジャレッド・ハリス、クリスティーナ・ヘンドリックス、ジャニュアリー・ジョーンズ、ヴィンセント・カーシーザー、ロバート・モース、エリザベス・モス、キーナン・シプカ、ジョン・スラッテリー、リッチ・ソマー、クリストファー・スタンリー、アーロン・ステイトン | |
| 2011 （第18回）                                  | | |
| 『ボードウォーク・エンパイア 欲望の街』          | スティーヴ・ブシェミ、ドミニク・キアネーゼ、ロバート・クロヘシー、ダブニー・コールマン、チャーリー・コックス、ジョシー・ガッリーナ、ルーシー・ガッリーナ、スティーヴン・グレアム、ジャック・ヒューストン、アンソニー・ラチューラ、ヘザー・リンド、ケリー・マクドナルド、デクラン・マクティーグ、ロリー・マクティーグ、グレッチェン・モル、ブレディ・ヌーン、コーナー・ヌーン、ケヴィン・オルーク、アレクサ・パラディノ、ジャクリーン・ペニーウィル、ヴィンセント・ピアッツァ、マイケル・ピット、マイケル・シャノン、ポール・スパークス、マイケル・スタールバーグ、ピーター・ヴァン・ワグナー、シア・ウィグハム、マイケル・K・ウィリアムズ、アナトル・ユーゼフ                                                                        | |
| 『ブレイキング・バッド』                         | ジョナサン・バンクス、ベッツィ・ブラント、レイ・キャンベル、ブライアン・クランストン、ジャンカルロ・エスポジート、アンナ・ガン、RJ・ミッテ、ディーン・ノリス、ボブ・オデンカーク、アーロン・ポール | |
| 『デクスター 警察官は殺人鬼』                    | ビリー・ブラウン、ジェニファー・カーペンター、ジョシュ・クック、エイミー・ガルシア、マイケル・C・ホール、コリン・ハンクス、デズモンド・ハリントン、リア・キルステッド、C・S・リー、エドワード・ジェームズ・オルモス、ジェームズ・レマー、ローレン・ヴェレス、デイヴィッド・ザヤス | |
| 『ゲーム・オブ・スローンズ』                     | アムリタ・アチャリア、マーク・アディ、アルフィー・アレン、ジョセフ・アルティン、ショーン・ビーン、スーザン・ブラウン、エミリア・クラーク、ニコライ・コスター＝ワルドー、ピーター・ディンクレイジ、ロン・ドナキー、ミシェル・フェアリー、ジェローム・フリン、イリーズ・ゲイブル、エイダン・ギレン、ジャック・グリーソン、イアン・グレン、ジュリアン・グローヴァー、キット・ハリントン、レナ・ヘディ、アイザック・ヘンプステッド＝ライト、コンリース・ヒル、リチャード・マッデン、ジェイソン・モモア、ロリー・マッキャン、イアン・マッケルヒニー、ルーク・マキューアン、ロクサンヌ・マッキー、ダール・サリム、マーク・スタンリー、ドナルド・サンプター、ソフィー・ターナー、メイジー・ウィリアムズ                                     | |
| 『グッド・ワイフ』                               | クリスティーン・バランスキー、ジョシュ・チャールズ、アラン・カミング、マット・ズークリー、ジュリアナ・マルグリーズ、クリス・ノース、アーチー・パンジャビ、グレアム・フィリップス、マッケンジー・ヴェガ | |
| 2012 （第19回）                                  | | |
| 『ダウントン・アビー』                           | ヒュー・ボネヴィル、ゾーイ・ボイル、ローラ・カーマイケル、ジム・カーター、ブレンダン・コイル、ミシェル・ドッカリー、ジェシカ・ブラウン・フィンドレイ、シヴォーン・フィネラン、ジョアンヌ・フロガット、イアン・グレン、トーマス・ハウズ、ロブ・ジェームズ＝コリアー、アレン・リーチ、フィリス・ローガン、エリザベス・マクガヴァン、ソフィー・マクシェラ、レズリー・ニコル、エイミー・ナトール、デヴィッド・ロブ、マギー・スミス、ダン・スティーヴンス、ペネロープ・ウィルトン | |
| 『ボードウォーク・エンパイア 欲望の街』          | スティーヴ・ブシェミ、クリス・カルドヴィノ、ボビー・カナヴェイル、メグ・チェンバース・スティードル、チャーリー・コックス、ジャック・ヒューストン、パトリック・ケネディ、アンソニー・ラチューラ、ケリー・マクドナルド、グレッチェン・モル、ヴィンセント・ピアッツァ、ポール・スパークス、マイケル・スタールバーグ、シェー・ウィガム、アナトル・ユーゼフ | |
| 『ブレイキング・バッド』                         | ジョナサン・バンクス、ベッツィ・ブラント、ブライアン・クランストン、ローラ・フレイザー、アンナ・ガン、RJ・ミッテ、ディーン・ノリス、ボブ・オデンカーク、アーロン・ポール、ジェシー・プレモンス、スティーヴン・マイケル・ケサダ | |
| 『HOMELAND』                                     | モリーナ・バッカリン、ティモティー・シャラメ、クレア・デインズ、ルパート・フレンド、デヴィッド・ヘアウッド、ディエゴ・クラテンホフ、ダミアン・ルイス、デヴィッド・マルシアーノ、ナヴィド・ネガーバン、ジャクソン・ペイス、マンディ・パティンキン、ズレイカ・ロビンソン、モーガン・セイラー、ジェイミー・シェリダン | |
| 『マッドメン』                                   | ベン・フェルドマン、ジェイ・R・ファーガソン、ジョン・ハム、ジャレッド・ハリス、クリスティーナ・ヘンドリックス、ヴィンセント・カーシーザー、ロバート・モース、エリザベス・モス、ジェシカ・パレ、テヨナ・パリス、キーナン・シプカ、ジョン・スラッテリー、リッチ・ソマー、アーロン・ステイトン | |
| 2013 （第20回）                                  | | |
| 『ブレイキング・バッド』                         | マイケル・ボーウェン、ベッツィ・ブラント、ブライアン・クランストン、ラヴェル・クロフォード、テイト・フレッチャー、ローラ・フレイザー、アンナ・ガン、マシュー・T・メッツラー、RJ・ミッテ、ディーン・ノリス、ボブ・オデンカーク、アーロン・ポール、ジェシー・プレモンス、スティーヴン・マイケル・ケサダ、ケヴィン・ランキン、パトリック・セイン | |
| 『ボードウォーク・エンパイア 欲望の街』          | パトリシア・アークエット、マーゴット・ビンガム、スティーヴ・ブシェミ、ブライアン・ジェラティ、スティーヴン・グレアム、エリック・ラレイ・ハーヴェイ、ジャック・ヒューストン、ロン・リビングストン、ドメニク・ランバルドッツィ、グレッチェン・モル、ベン・ローゼンフェルド、マイケル・スタールバーグ、ジェイコブ・ウェア、シェー・ウィガム、ジェフリー・ライト | |
| 『ダウントン・アビー』                           | ヒュー・ボネヴィル、ローラ・カーマイケル、ジム・カーター、ブレンダン・コイル, ミシェル・ドッカリー、ジェシカ・ブラウン・フィンドレイ、シヴォーン・フィネラン、ジョアンヌ・フロガット、ロブ・ジェームズ＝コリアー、アレン・リーチ、フィリス・ローガン、エリザベス・マクガヴァン、ソフィー・マクシェラ、マット・ミルン、レズリー・ニコル、エイミー・ナトール、デヴィッド・ロブ、マギー・スミス、エドワード・スペリーアス、ダン・スティーヴンス、キャラ・セオボルド、ペネロープ・ウィルトン | |
| 『ゲーム・オブ・スローンズ』                     | アルフィー・アレン、ジョン・ブラッドリー＝ウェスト、ウーナ・チャップリン、グウェンドリン・クリスティー、エミリア・クラーク、ニコライ・コスター＝ワルドー、マッケンジー・クルック、チャールズ・ダンス、ジョー・デンプシー、ピーター・ディンクレイジ、ナタリー・ドーマー、ナタリー・エマニュエル、ミシェル・フェアリー、ジャック・グリーソン、イアン・グレン、キット・ハリントン、レナ・ヘディ、アイザック・ヘンプステッド＝ライト、クリストファー・ヒヴュ、ポール・ケイ、シベル・ケキリ、ローズ・レスリー、リチャード・マッデン、ロリー・マッキャン、マイケル・マケルハットン、イアン・マッケルヒニー、フィリップ・マクギンリー、ハンナ・マリー、イワン・リオン、ソフィー・ターナー、カリス・ファン・ハウテン、メイジー・ウィリアムズ | |
| 『HOMELAND』                                     | F・マーリー・エイブラハム、サリタ・チョウドリー、クレア・デインズ、ルパート・フレンド、トレイシー・レッツ、ダミアン・ルイス、マンディ・パティンキン、モーガン・セイラー | |
| 2014 （第21回）                                  | | |
| 『ダウントン・アビー』                           | ヒュー・ボネヴィル、ローラ・カーマイケル、ジム・カーター、ブレンダン・コイル, ミシェル・ドッカリー、ケヴィン・ドイル、ジョアンヌ・フロガット、リリー・ジェームズ、ロブ・ジェームズ＝コリアー、アレン・リーチ、フィリス・ローガン、エリザベス・マクガヴァン、ソフィー・マクシェラ、マット・ミルン、デヴィッド・ロブ、マギー・スミス、エドワード・スペリーアス、カーラ・テオポルド、ペネロープ・ウィルトン | |
| 『ボードウォーク・エンパイア 欲望の街』          | スティーヴ・ブシェミ、ポール・カルデロン、Nicholas Calhoun、 Louis Cancelmi、 John Ellison Conlee、 Michael Countryman、スティーヴン・グレアム、ドメニク・ランバルドッツィ、Noah Lyons、ケリー・マクドナルド、ボリス・マクガイヴァー、ヴィンセント・ピアッザ、ポール・スパークス、Travis Tope、シェー・ウィガム、アナトール・ユセフ、マイケル・ジーゲン | |
| 『ゲーム・オブ・スローンズ』                     | アルフィー・アレン、ジョゼフ・アルティン、ジェイコブ・アンダーソン、ジョン・ブラッドリー＝ウェスト、ドミニク・カーター、グウェンドリン・クリスティー、エミリア・クラーク、ニコライ・コスター＝ワルドー、ベン・クロンプトン、チャールズ・ダンス、ピーター・ディンクレイジ、ナタリー・ドーマー、ナタリー・エマニュエル、イアン・グレン、ジュリアン・グローヴァー、キット・ハリントン、レナ・ヘディ、コンリース・ヒル、ロリー・マッキャン、イアン・マッケルヒニー、ペドロ・パスカル、ダニエル・ポートマン、Mark Stanley、ソフィー・ターナー、メイジー・ウィリアムズ | |
| 『HOMELAND』                                     | ヌーマン・エイカー、ナザニン・ボニアディ、クレア・デインズ、ルパート・フレンド、ラザ・ジャフリー、ニムラト・カウル、トレイシー・レッツ、マーク・モーゼス、マイケル・オキーフ、マンディ・パティンキン、ライラ・ロビンス、モーリー・スターリング | |
| 『ハウス・オブ・カード 野望の階段』              | マハーシャラ・アリ、 ジェイン・アトキンソン、 レイチェル・ブロズナハン、デレク・セシル、ネイサン・ダロウ、ミシェル・ギル、ジョアンナ・ゴーイング、 サキナ・ジャフリー、マイケル・ケリー、モザーン・マーノ、 ジェラルド・マクレイニー、モリー・パーカー、 ジミ・シンプソン、 ケヴィン・スペイシー、 ロビン・ライト | |
| 2015 （第22回）                                  | | |
| 『ダウントン・アビー』                           | ヒュー・ボネヴィル、ローラ・カーマイケル、ジム・カーター、ラクエル・キャシディ、ブレンダン・コイル、トム・カレン、ミシェル・ドッカリー、ケヴィン・ドイル、ジョアンヌ・フロガット、リリー・ジェームズ、ロブ・ジェームズ＝コリアー、アレン・リーチ、フィリス・ローガン、エリザベス・マクガヴァン、ソフィー・マクシェラ、レスリー・ニコル、ジュリアン・オーブンデン、デヴィッド・ロブ、マギー・スミス、エドワード・スペリーアス、ペネロープ・ウィルトン | |
| 『ゲーム・オブ・スローンズ』                     | アルフィー・アレン、イアン・ビーティー、ジョン・ブラッドリー＝ウエスト, グェンドリン・クリスティー, エミリア・クラーク, マイケル・コンドロン、ニコライ・コスター＝ワルドー, ベン・クランプトン、リアム・カニンガム、スティーヴン・ディレイン, ピーター・ディンクレイジ, ナタリー・エマニュエル, タラ・フィッツジェラルド, ジェローム・フリン, ブライアン・フォーチュン、ジョエル・フライ, エイダン・ギレン, イアン・グレン, キット・ハリントン, レナ・ヘディ, マイケル・ユイスマン, ハンナ・マリー, ブレノック・オコーナー, ダニエル・ポートマン, ダイアナ・リグ, イワン・リオン, オーウェン・ティール, ソフィー・ターナー, カリス・ファン・ハウテン, インディラ・ヴァルマ, メイジー・ウィリアムズ, トム・ヴラシア                   | |
| 『HOMELAND』                                     | F・マーリー・エイブラハム, Atheer Adel, クレア・デインズ, アレクサンダー・フェーリング, ルパート・フレンド, ニーナ・ホス, René Ifrah, マーク・イヴァニール, セバスチャン・コッホ, ミランダ・オットー, マンディ・パティンキン, サラ・ソコロヴィッチ | |
| 『ハウス・オブ・カード 野望の階段』              | マハーシャラ・アリ, デレク・セシル, ネイサン・ダロウ, マイケル・ケリー, エリザベス・マーヴェル, モリー・パーカー, ジミ・シンプソン, ケヴィン・スペイシー, ロビン・ライト | |
| 『マッドマン』                                   | Sola Bamis, Stephanie Drake, ジェイ・R・ファーガソン, ブルース・グリーンウッド, ジョン・ハム, クリスティーナ・ヘンドリックス, ジャニュアリー・ジョーンズ, ヴィンセント・カーシーザー, エリザベス・モス, ケヴィン・ラーム, キーナン・シプカ, ジョン・スラッテリー, リッチ・ソマー, アーロン・スタトン, Mason Vale Cotton | |
| 2016 （第23回）                                  | | |
| 『ストレンジャー・シングス 未知の世界』          | ミリー・ボビー・ブラウン, カーラ・ブオノ, Joe Chrest, ナタリア・ダイアー, デヴィッド・ハーバー, チャーリー・ヒートン, ジョー・キーリー, ガテン・マタラッツォ, ケイレブ・マクラフリン, マシュー・モディーン, ロブ・モーガン, John Paul Reynolds, ウィノナ・ライダー, ノア・シュナップ, Mark Steger, フィン・ウルフハード | |
| 『ザ・クラウン』                                 | クレア・フォイ, クライヴ・フランシス, ハリー・ハッデン＝ペイトン, ヴィクトリア・ハミルトン, ジャレッド・ハリス, ダニエル・イングス, Billy Jenkins, ヴァネッサ・カービー, ジョン・リスゴー, Lizzy McInnerny, ベン・マイルズ, ジェレミー・ノーサム, ニコラス・ロウ, マット・スミス, ピップ・トレンス, ハリエット・ウォルター | |
| 『ダウントン・アビー』                           | サマンサ・ボンド, ヒュー・ボネヴィル, Patrick Brennan, ローラ・カーマイケル, ジム・カーター, ラクエル・キャシディ, ポール・コプリー, ブレンダン・コイル, ミシェル・ドッカリー, ケヴィン・ドイル, マイケル・C・フォックス, ジョアンヌ・フロガット, マシュー・グッド, ハリー・ハッデン＝ペイトン, ロブ・ジェームズ＝コリアー, スー・ジョンストン, アレン・リーチ, フィリス・ローガン, エリザベス・マクガヴァン, ソフィー・マクシェラ, レスリー・ニコル, Douglas Reith, デヴィッド・ロブ, マギー・スミス, ジェレミー・スウィフト, Howard Ward, ペネロープ・ウィルトン | |
| 『ゲーム・オブ・スローンズ』                     | アルフィー・アレン, ジェイコブ・アンダーソン, ディーン＝チャールズ・チャップマン, エミリア・クラーク, ニコライ・コスター＝ワルドー, リアム・カニンガム, ピーター・ディンクレイジ, ナタリー・エマニュエル, イアン・グレン, キット・ハリントン, レナ・ヘディ, コンリース・ヒル, クリストファー・ヒヴュ, マイケル・ユイスマン, フェイ・マーセイ, ジョナサン・プライス, ソフィー・ターナー, カリス・ファン・ハウテン, ジェンマ・ウィーラン, メイジー・ウィリアムズ | |
| 『ウエストワールド』                             | ベン・バーンズ, イングリッド・ボルゾ・ベルダル, エド・ハリス, ルーク・ヘムズワース, アンソニー・ホプキンス, シセ・バベット・クヌッセン, ジェームズ・マースデン, レオナルド・ナム, タンディ・ニュートン, タルラ・ライリー, ロドリゴ・サントロ, アンジェラ・サラフィアン, ジミ・シンプソン, Ptolemy Slocum, エヴァン・レイチェル・ウッド, シャノン・ウッドワード, ジェフリー・ライト | |
| 2017 （第24回）                                  | | |
| 『THIS IS US/ディス・イズ・アス 36歳、これから』 | Eris Baker, アレクサンドラ・ブレッケンリッジ, スターリング・K・ブラウン, Lonnie Chavis, Mackenzie Hancsicsak, ジャスティン・ハートリー, Faithe Herman, ロン・シーファス・ジョーンズ, クリッシー・メッツ, マンディ・ムーア, クリス・サリヴァン, マイロ・ヴィンティミリア, スーザン・ケレチ・ワトソン, Hannah Zeile | |
| 『ザ・クラウン』                                 | クレア・フォイ, ヴィクトリア・ハミルトン, ヴァネッサ・カービー, アントン・レッサー, マット・スミス | |
| 『ゲーム・オブ・スローンズ』                     | アルフィー・アレン, ジェイコブ・アンダーソン, ピルウ・アスベック, ハフソー・ユリウス・ビョルンソン, ジョン・ブラッドリー＝ウエスト, ジム・ブロードベント, グェンドリン・クリスティー, エミリア・クラーク, ニコライ・コスター＝ワルドー, リアム・カニンガム, ピーター・ディンクレイジ, リチャード・ドーマー, ナタリー・エマニュエル, ジェームズ・フォークナー, ジェローム・フリン, エイダン・ギレン, イアン・グレン, キット・ハリントン, レナ・ヘディ, アイザック・ヘンプステッド＝ライト, コンリース・ヒル, クリストファー・ヒヴュ, トム・ホッパー, アントン・レッサー, ロリー・マッキャン, Staz Nair, リチャード・ライクロフト, ソフィー・ターナー, ルパート・ヴァンシタート, メイジー・ウィリアムズ                                | |
| 『ハンドメイズ・テイル/侍女の物語』              | マデリーン・ブルーワー, アマンダ・ブルジェル, アン・ダウド, O・T・ファグベンル, ジョセフ・ファインズ, Tattiawna Jones, マックス・ミンゲラ, エリザベス・モス, イヴォンヌ・ストラホフスキー, サミラ・ワイリー | |
| 『ストレンジャー・シングス 未知の世界』          | ショーン・アスティン, ミリー・ボビー・ブラウン, カーラ・ブオノ, Joe Chrest, キャサリン・カーティン, ナタリア・ダイアー, デヴィッド・ハーバー, チャーリー・ヒートン, ジョー・キーリー, ガテン・マタラッツォ, ケイレブ・マクラフリン, デイカー・モンゴメリー, ポール・ライザー, ウィノナ・ライダー, ノア・シュナップ, セイディー・シンク, フィン・ウルフハード | |
| 2018 （第25回）                                  | | |
| 『THIS IS US/ディス・イズ・アス 36歳、これから』 | Eris Baker, アレクサンドラ・ブレッケンリッジ, スターリング・K・ブラウン, ナイルズ・フィッチ, Mackenzie Hancsicsak, ジャスティン・ハートリー, Faithe Herman, ジョン・ウエルタス, メラニー・リバード, クリッシー・メッツ, マンディ・ムーア, Lyric Ross, クリス・サリヴァン, マイロ・ヴィンティミリア, スーザン・ケレチ・ワトソン, Hannah Zeile | |
| 『ジ・アメリカンズ』                             | Anthony Arkin, スコット・コーヘン, ブランドン・J・ディルデン, ノア・エメリッヒ, ローリー・ホールデン, マーゴ・マーティンデイル, マシュー・リス, コスタ・ローニン, ケリー・ラッセル, Keidrich Sellati, ミリアム・ショア, ホリー・テイラー | |
| 『ベター・コール・ソウル』                       | ジョナサン・バンクス, ライナー・ボック, Ray Campbell, ジャンカルロ・エスポジート, マイケル・マンド, ボブ・オデンカーク, レイ・シーホーン | |
| 『ハンドメイズ・テイル/侍女の物語』              | アレクシス・ブレデル, マデリーン・ブルーワー, アマンダ・ブルジェル, アン・ダウド, O・T・ファグベンル, ジョセフ・ファインズ, Nina Kiri, マックス・ミンゲラ, エリザベス・モス, イヴォンヌ・ストラホフスキー, シドニー・スウィーニー, Bahia Watson | |
| 『オザークへようこそ』                           | ジェイソン・ベイトマン, リサ・エメリー, Skylar Gaertner, ジュリア・ガーナー, Darren Goldstein, ジェイソン・バトラー・ハーナー, Carson Holmes, Sofia Hublitz, ローラ・リニー, トレヴァー・ロング, ジャネット・マクティア, ピーター・マラン, ジョーダナ・スパイロ, チャーリー・ターハン, Robert Treveiler, ハリス・ユーリン | |
| 2019 （第26回）                                  | 『ザ・クラウン』 | Marion Bailey, ヘレナ・ボナム＝カーター, オリヴィア・コールマン, チャールズ・ダンス, ベン・ダニエルズ, Erin Doherty, Charles Edwards, トビアス・メンジーズ, Josh O'Connor, Sam Phillips, David Rintoul, Jason Watkins |
| 2019 （第26回）                                  | 『ビッグ・リトル・ライズ』 | イアン・アーミテージ, Darby Camp, Cameron Crovetti, Nicholas Crovetti, ローラ・ダーン, マーティン・ドノヴァン, Merrin Dungey, Crystal Fox, Ivy George, ニコール・キッドマン, ゾーイ・クラヴィッツ, キャスリン・ニュートン, ジェフリー・ノードリング, デニス・オヘア, アダム・スコット, アレクサンダー・スカルスガルド, ダグラス・スミス, メリル・ストリープ, James Tupper, Robin Weigert, リース・ウィザースプーン, シェイリーン・ウッドリー |
| 2019 （第26回）                                  | 『ゲーム・オブ・スローンズ』 | アルフィー・アレン, Jacob Anderson, Pilou Asbæk, ジョン・ブラッドリー, グェンドリン・クリスティー, エミリア・クラーク, ニコライ・コスター＝ワルドー, Ben Crompton, リアム・カニンガム, ジョー・デンプシー, ピーター・ディンクレイジ, リチャード・ドーマー, ナタリー・エマニュエル, ジェローム・フリン, イアン・グレン, キット・ハリントン, レナ・ヘディ, アイザック・ヘンプステッド＝ライト, コンリース・ヒル, クリストファー・ヒヴュ, ロリー・マッキャン, ハンナ・マリー, Staz Nair, Daniel Portman, Bella Ramsey, Richard Rycroft, ソフィー・ターナー, Rupert Vansittart, メイジー・ウィリアムズ |
| 2019 （第26回）                                  | 『ハンドメイズ・テイル/侍女の物語』 | アレクシス・ブレデル, Madeline Brewer, Amanda Brugel, アン・ダウド, O. T. Fagbenle, ジョセフ・ファインズ, Kristen Gutoskie, Nina Kiri, Ashleigh LaThrop, エリザベス・モス, イヴォンヌ・ストラホフスキー, Bahia Watson, ブラッドリー・ウィットフォード, Samira Wiley |
| 2019 （第26回）                                  | 『ストレンジャー・シングス 未知の世界』 | ミリー・ボビー・ブラウン, カーラ・ブオノ, ジェイク・ビジー, ナタリア・ダイアー, ケイリー・エルウィス, Priah Ferguson, Brett Gelman, デヴィッド・ハーバー, マヤ・ホーク, チャーリー・ヒートン, Andrey Ivchenko, ジョー・キーリー, ゲイテン・マタラッツォ, Caleb McLaughlin, デイカー・モンゴメリー, Michael Park, Francesca Reale, ウィノナ・ライダー, ノア・シュナップ, セイディー・シンク, フィン・ウルフハード |